# Камполи-Аппенино
Камполи-Аппенино (итал. Campoli Appennino) — коммуна в Италии, располагается в регионе Лацио, подчиняется административному центру Фрозиноне.
Население составляет 1804 человека, плотность населения составляет 55 чел./км². Занимает площадь 33 км². Почтовый индекс — 03030. Телефонный код — 0776.
Покровителем коммуны почитается святой мученик Панкратий Римский. Праздник ежегодно празднуется 12 мая.